# Малозахарине
Малозаха́рине — село в Україні, у Солонянській селищній територіальній громаді Дніпровського району Дніпропетровської області. Населення станом на 2021 рік — 193 особи.

## Географія
Село Малозахарине знаходиться за 3 км від правого берега річки Тритузна, на відстані 0,5 км розташоване село Сонячне. По селу протікає висихна Балка Тритузна з загатами.
Село розташоване вздовж балки на висоті 150 метрів над рівнем моря.

## Історія
Виникло село Малозахарине на початку 19 століття і мало назву Сторожівка, бо воно належало поміщику Стороженку. У 40-х роках 19 століття Стороженко програв у карти частину своїх кріпосних, а частину проміняв на собак пану Захарку. Стороженко виїхав зі Сторожівки, а тут поселився пан Захарко і назвав село Малозахарине, через невелику кількість хат.

## Населення

### Мова
Розподіл населення за рідною мовою за даними перепису 2001 року:
| Мова                | Відсоток |
| ------------------- | -------- |
| українська          | 96,7 %   |
| російська           | 3 %      |
| інші/не визначилися | 0,3 %    |

## Соціальна сфера
В селі діють загальноосвітня школа 1-3 ступенів, фельдшерсько-акушерський пункт, сільський клуб та сільська бібліотека.

## Підприємства
Працюють сільськогосподарські підприємства, фермерські господарства та приватні підприємці.

## Житлово-комунальне господарство
В селі Малозахарине в житлових будинках пічне опалення, газифіковано тільки — 40 житлових будинків. В селі є, водогін з технічною подачею води. Подача технічної води проводиться крім зимового періоду.

## Історичні пам'ятники
1. Меморіальний комплекс: братська могила партизан громадянської війни
2. Братська могила радянських воїнів
3. Пам'ятник воїнам-землякам

## Видатні особистості
- Мажура Микола Миколайович (1972—2023) — молодший сержант Збройних Сил України, учасник російсько-української війни.
- Шевченко Іван Афанасійович — генерал-майор.